# Браво, Рауль
Рау́ль Бра́во Санфе́ликс (исп. Raúl Bravo Sanfélix; род. 14 апреля 1981[…], Гандия) — испанский футболист, защитник. Выступал за сборную Испании.

## Клубная карьера
Начинал играть в командах «Пальма» и «Гандиа». В 16 лет Браво присоединился к юношеской команде мадридского «Реала», где провёл около трёх лет. Затем играл за «Реал-C» и «Реал-B» в четвёртом и третьем дивизионах соответственно. В первой команде дебютировал 6 октября 2001 года в матче против клуба «Атлетик Бильбао» на «Сантьяго Бернабеу» (2:0), получив шанс проявить себя в связи с вызовом ряда основных игроков в национальные сборные. Начал тренироваться с первой командой, руководимой тогда Висенте Дель Боске.
В 2003 году отдавался в аренду в «Лидс Юнайтед», где не смог проявить себя, проведя лишь пять матчей. По возвращении в «Реал» выходил на поле регулярно, но игроком стартового состава так и не стал.
В августе 2007 года Браво подписал четырёхлетний контракт с «Олимпиакосом», сумма трансфера составила 2,3 миллионов евро.
В составе «Олимпиакоса» редко выходил на поле (13 игр за два сезона); в январское трансферное окно 2009 года перешёл на правах аренды в «Нумансию», где сыграл 6 матчей, после чего вернулся в Грецию.

## Карьера в сборной
Выступал за сборную Испании до 16 лет в 1997—1998 гг., выиграл в её составе турнир в Алгарве. В составе сборной до 17 лет играл на международном турнире в Нимбурке, забив два гола в трёх матчах. В 2002 году провёл три игры за сборную до 21 года.
Дебютировал в национальной сборной Испании в товарищеском матче против Венгрии 21 августа 2002 года. Был участником Евро-2004, на котором испанцы не вышли из группы, сыграл все три игры в групповой стадии турнира, против Португалии, России и Греции. С тех пор он больше не вызывался в сборную. Всего сыграл за сборную 14 матчей.

## Договорные матчи
В мае 2019 года в ходе операции против договорных матчей под названием Oikos, проводимой расследовательской организацией Federbet и испанской полицией, были задержаны 11 человек, стоявших за договорными матчами во второй лиге футбольного чемпионата Испании. В их числе был Рауль Браво, он же был назван предполагаемым лидером организации.

## Достижения
«Реал Мадрид»
- Чемпион Испании: 2002/03, 2006/07
- 2-е место в чемпионате Испании: 2004/05, 2005/06
- 3-е место в чемпионате Испании: 2001/02
- Победитель Лиги чемпионов: 2001/02

«Олимпиакос»
- Чемпион Греции: 2007/08, 2008/09, 2010/11